# Principi de Huygens-Fresnel
El principi de Huygens-Fresnel, anomenat així pel físic neerlandès Christiaan Huygens i el físic francès Agustin Jean Fresnel, estableix que qualsevol punt d'un front d'ones és suceptible de convertir-se en un nou focus emissor d'ones idèntiques a les que el van originar, anomenades ones secundàries i que tenen la mateixa freqüència i fase de les ones principals. L'ona que avança es pot considerar com la suma o la resultant de totes les noves ones secundàries que sorgeixen de punts del medi ja travessats. Les ones resultants es converteixen en un front d'ones que avança en la mateixa direcció que el que el generà i cada front d'ones és així susceptible de ser origen d'un de nou.

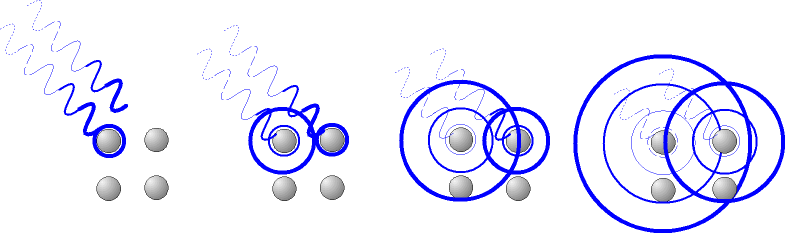
Il·lustració del principi de Huygens: cada punt on arriba una ona es converteix en focus emissor d'ones idèntiques.

Aquesta visió de la propagació de les ones ajuda a entendre millor diversos fenòmens ondulatoris, com la difracció. En aquest cas el principi simplement afirma que en una obertura cada punt generarà noves ones, de manera que els punts situats als extrems de l'obertura produiran ones que, en no tenir altres a cada banda, es podran "obrir" donant el resultat esperat de la difracció.